# James Napier
James William Robertson Napier (Auckland, 24 marzo 1982) è un regista, sceneggiatore ed ex attore neozelandese.

## Biografia
Come attore è apparso in diverse serie TV di produzione locale o comunque girate in Nuova Zelanda nei primi anni duemila, tra cui soprattutto The Tribe (2002–03), Power Rangers Dino Thunder (2004, nel ruolo del Red Ranger), e la soap opera Shortland Street (1999–2005), spesso accreditato solo come "James Robertson".
È poi passato dietro la macchina da presa, sfruttando i proventi della sua carriera di attore, specializzandosi in film biografici o ispirati a storie vere come The Dark Horse (2014), con Cliff Curtis, Whina (2022), con Rena Owen, e Joika - A un passo dal sogno (2023), con Diane Kruger e Talia Ryder.

## Filmografia

### Regista e sceneggiatore

#### Cinema
- By Way of LA – cortometraggio (2004)
- Two Cons – cortometraggio (2005)
- Foul Play – cortometraggio (2007)
- I'm Not Harry Jenson. (2009)
- The Dark Horse (2014)
- Whina (2022)
- Joika - A un passo dal sogno (Joika) (2023)

#### Televisione
- Romper Stomper – miniserie TV, 2 puntate (2018)

### Attore

#### Cinema
- By Way of LA – cortometraggio (2004)
- Two Cons – cortometraggio (2005)
- Foul Play – cortometraggio (2007)
- I'm Not Harry Jenson. (2009)

#### Televisione
- Shortland Street – serial TV, 23 puntate (1999-2005)
- Being Eve – serie TV, 7 episodi (2001-2002)
- The Tribe – serie TV, 104 episodi (2002-2003)
- Mercy Peak – serie TV, episodi 2x13-2x14 (2003)
- Power Rangers Ninja Storm – serie TV, episodi 1x37-1x38 (2003)
- Power Rangers Dino Thunder – serie TV, 38 episodi (2004)
- Power Rangers S.P.D. – serie TV, episodi 1x31-1x35 (2005)